# António Morais Varela
António Carlos Custódio de Morais Varela (Marinha Grande, Portugal, 3 de Junho de 1956) é um economista e banqueiro português que serviu como administrador do Banco de Portugal.

## Biografia
António Varela nasceu na Marinha Grande em 1956, filho de Carlos José Pestana de Abreu Varela, engenheiro, e de sua mulher, Maria da Ascensão Ferreira Custódio de Morais, proprietária e professora, neta do industrial vidreiro José Ferreira Custódio. É irmão da editora Joana Morais Varela. É licenciado em "Organização e Gestão de Empresas" pelo Instituto Superior de Economia e Gestão da Universidade de Lisboa em 1978 e mestre em Relações Industriais pela London School of Economics da Universidade de Londres. É casado com Maria José Botelho de Vasconcelos e Melo com quem tem três filhos.
De 2000 a 2009 foi diretor da banca de investimento do banco suíço UBS. De 2009 a 2012 foi administrador financeiro (CFO) da Cimpor, a maior cimenteira portuguesa. Em 2012 foi nomeado administrador do Banif em representação do papel do Estado Português como accionista do banco. 
Foi administrador do Banco de Portugal e como tal, membro do Conselho de Supervisão do Banco Central Europeu, entre 2014 e 2016.  Enquanto adminstrador foi incumbido do pelouro da supervisão prudencial da banca portuguesa. Durante o seu mandato gerou atenção mediática por ser detentor de um expólio entensivo de valores mobiliários de bancos nacionais, sob a sua supervisão profissional. António Varela apresentou a sua demissão do Banco de Portugal na sequência da venda do banco Banif ao  Banco Santander, depois de um processo de resolução pelo Banco de Portugal que envolveu um total de 2,25 mil milhões de euros em apoios públicos. António Varela criticou o papel do Banco de Portugal durante essa venda, bem como a Direção-geral da Concorrência da Comissão Europeia e o Banco Central Europeu na resolução e venda do Banif, aludindo a um favorecimento dos três organismos ao  Banco Santander, " à custa dos contribuintes portugueses". Depois da sua saída do Banco de Portugal, criou uma empresa start-up, Netinvoice, para intermediar a compra e venda de faturas a pequenas empresas. 
António Varela é professor catedrático convidado do ISEG.